# Weyersheim
Weyersheim ist eine französische Gemeinde mit 3473 Einwohnern (Stand 1. Januar 2021) im Département Bas-Rhin in der Europäischen Gebietskörperschaft Elsass und in der Region Grand Est. Am 1. Januar 2015 wechselte Weyersheim vom Arrondissement Strasbourg-Campagne zum Arrondissement Haguenau-Wissembourg.

## Geografie
Weyersheim liegt 15 Kilometer nordöstlich von Straßburg an der Zorn.
Die Nachbargemeinden im Uhrzeigersinn sind Gries im Norden, Bischwiller im Osten, Gambsheim im Südosten, Kilstett im Süden, Hœrdt im Südwesten, Bietlenheim im Westen und Kurtzenhouse im Nordwesten.

## Geschichte
Weyersheim wurde 774 in einer Schenkungsurkunde zugunsten des Klosters Weißenburg erstmals erwähnt.
Während des Dreißigjährigen Kriegs wurde der Ort zweimal fast völlig zerstört. Nur ein Haus, das Kleenderfel, welches als eines der ältesten erhaltenen Fachwerkhäuser des Elsass gilt, blieb unversehrt.

### Bevölkerungsentwicklung
| Jahr      | 1962 | 1968 | 1975 | 1982 | 1990 | 1999 | 2007 | 2017 |
| --------- | ---- | ---- | ---- | ---- | ---- | ---- | ---- | ---- |
| Einwohner | 275  | 2456 | 2812 | 2758 | 2817 | 2992 | 3182 | 3356 |

## Politik
Weyersheim ist Mitglied der Communauté de communes de la Basse Zorn.
Seit 2000 besteht eine formelle Städtepartnerschaft mit Rot am See. Informelle Kontakte reichen bis in die 1980er Jahre zurück.

## Sehenswürdigkeiten
Die klassizistische Kirche Saint-Michel wurde ab 1784 unter Salins de Montfort erbaut. Sie ist mit einer Orgel von 1877 ausgestattet und seit 1930 im Inventaire Supplémentaire des Monuments Historiques eingetragen.

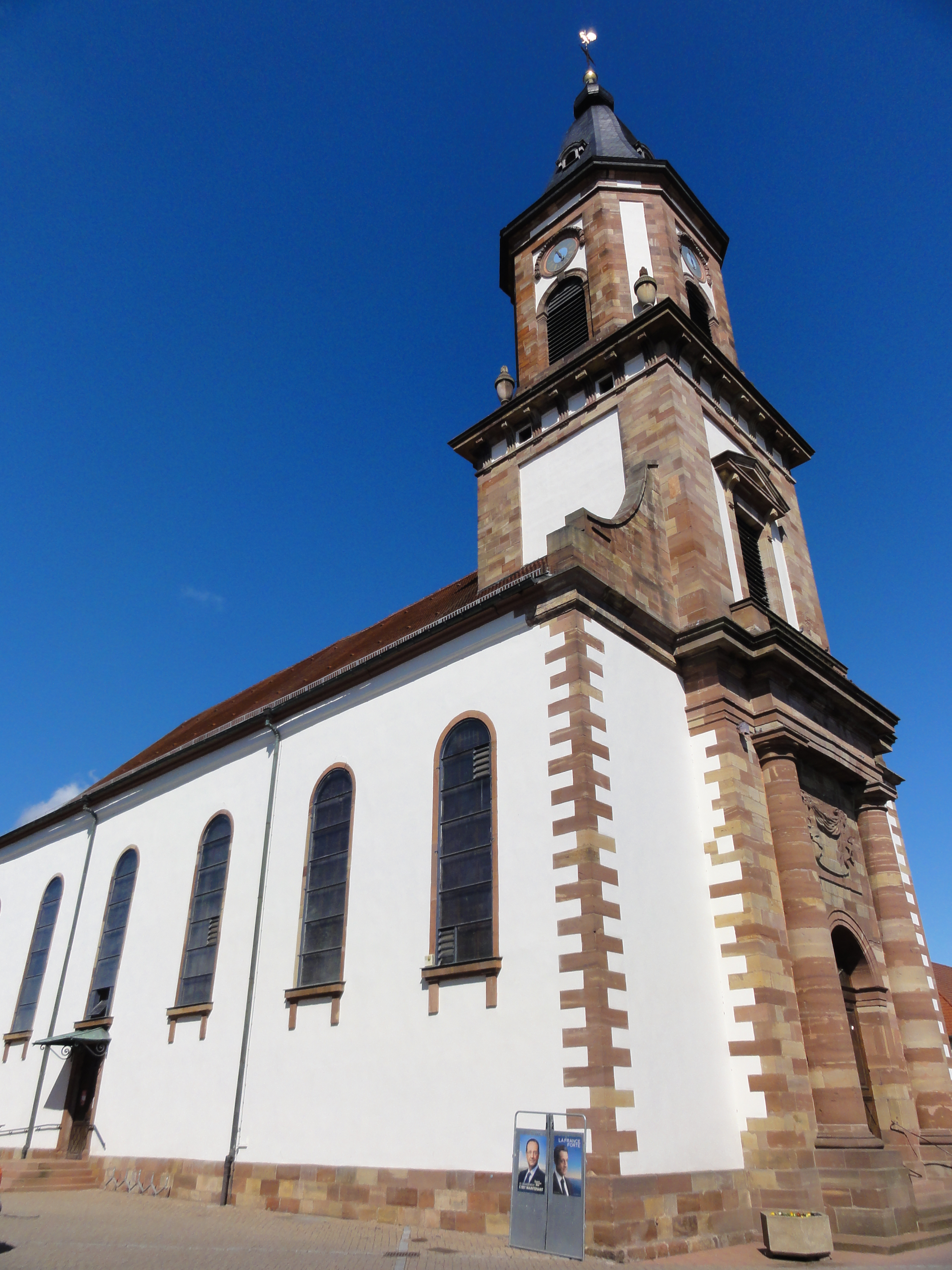
Kirche St. Michael
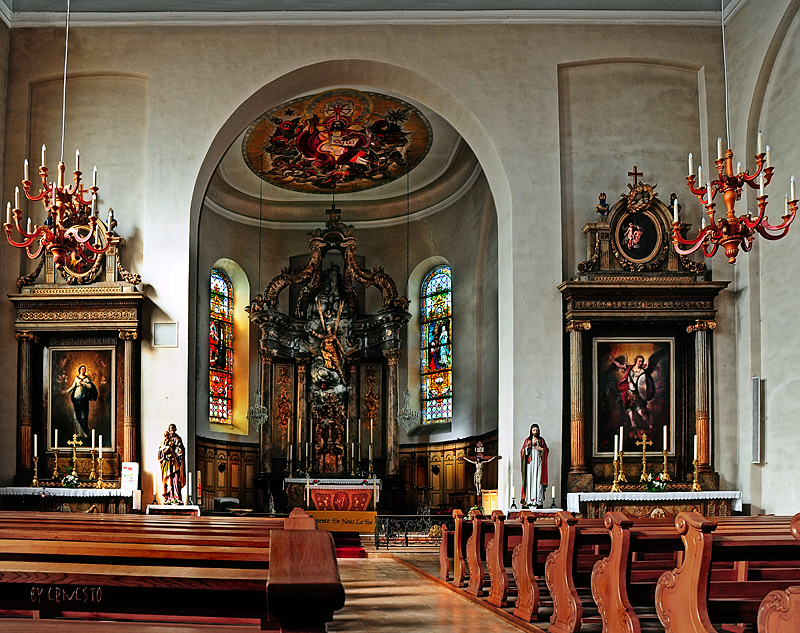
Altar der Kirche St. Michael
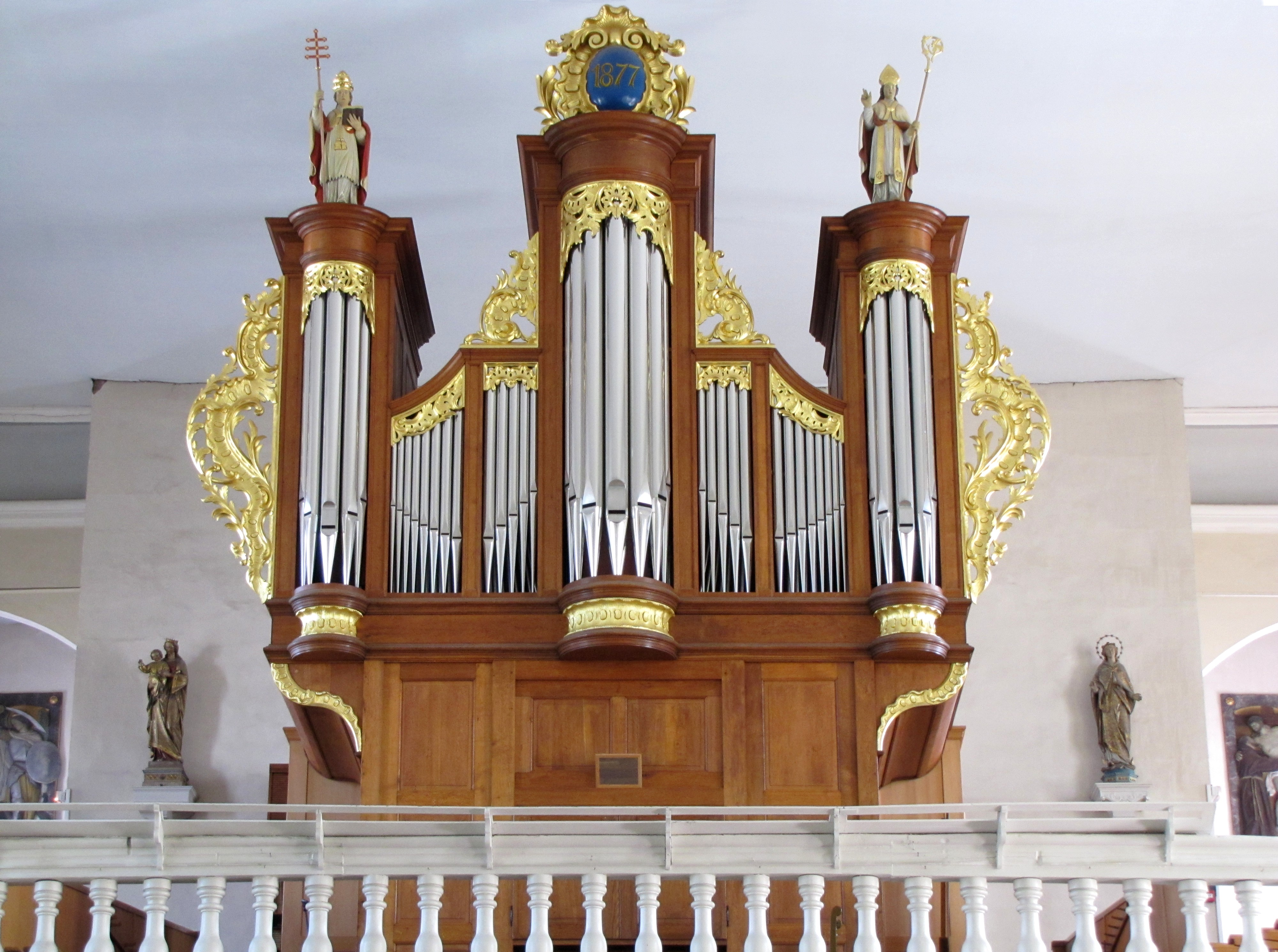
Orgel der Kirche St. Michael

## Verkehr
Weyersheim ist durch die Bahnstrecke Vendenheim–Wissembourg und die Départementsstraße D 37 erschlossen.

## Persönlichkeiten
- Amandus Acker (1848–1923), Missions- und Kolonialpionier